# بی هاوس (تگزاس)
بی هاوس (به انگلیسی: Bee House) یک منطقهٔ مسکونی در ایالات متحده آمریکا است که در شهرستان کوریل، تگزاس واقع شده‌است. بی هاوس ۳۵۹٫۰۶ متر بالاتر از سطح دریا قرار دارد.